# Północna Grupa Wojsk

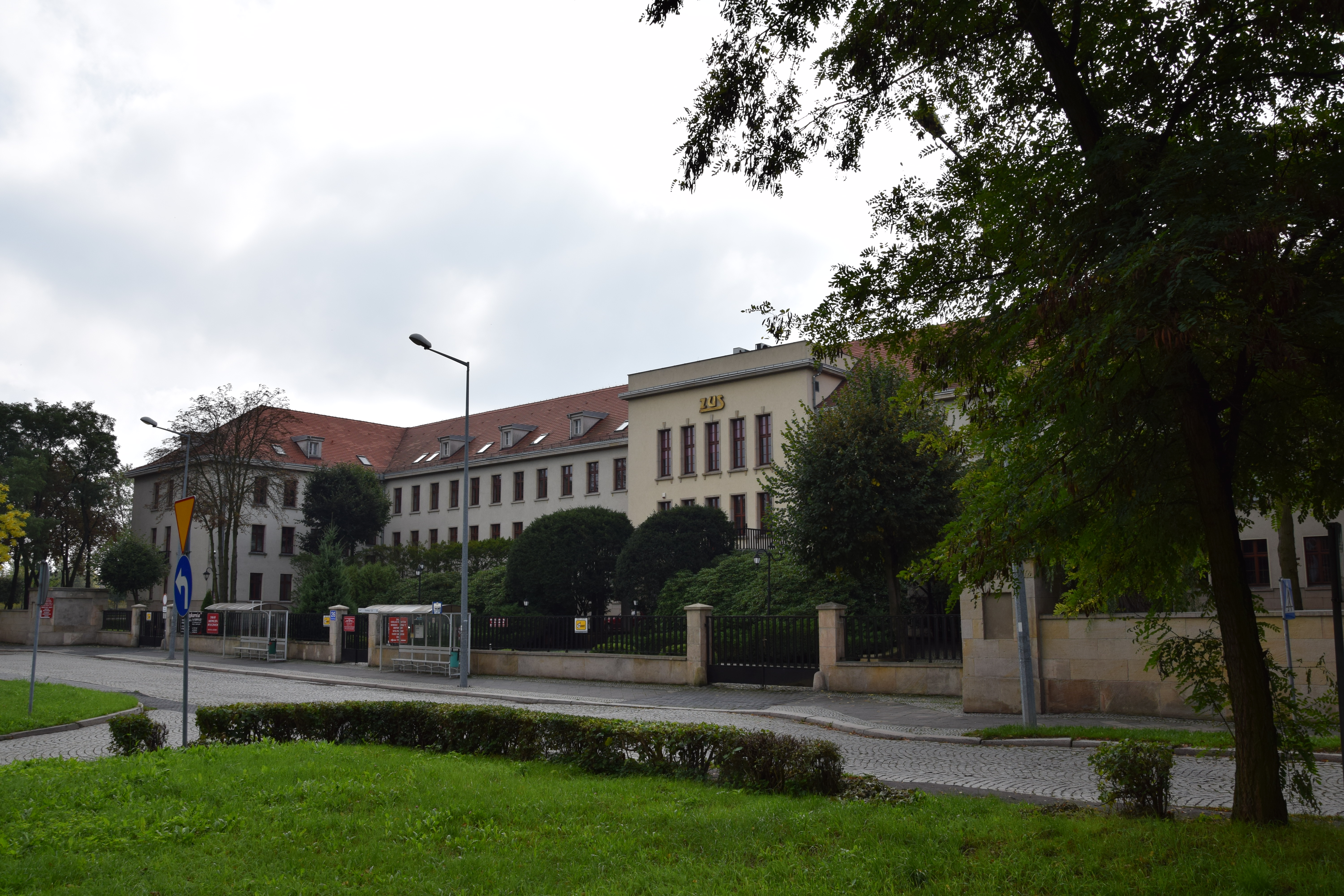
Była komendantura Wehrmachtu w Legnicy, siedziba sztabu Północnej Grupy Wojsk radzieckich stacjonujących w Polsce Ludowej i III Rzeczypospolitej

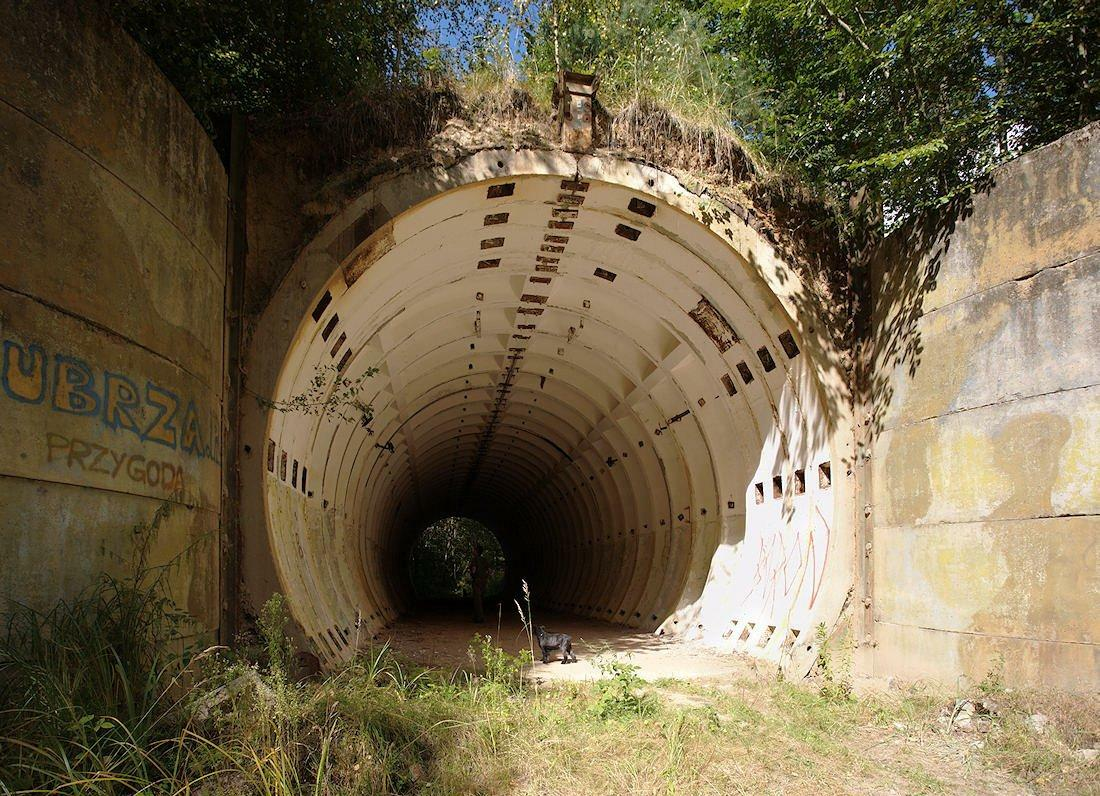
Templewo, skład specjalny radzieckich głowic jądrowych na terytorium Polski 3003 „Wołkodar”

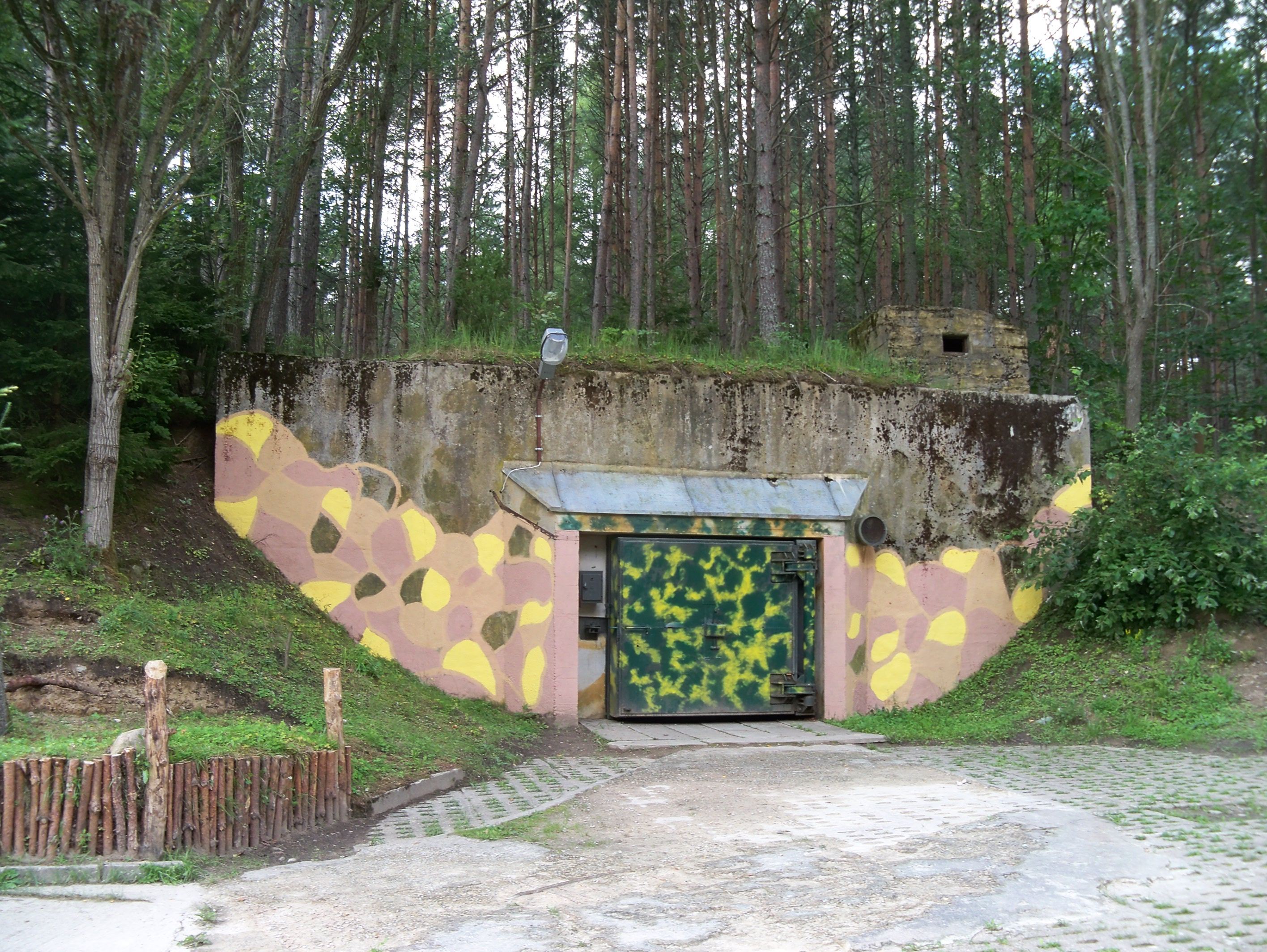
Wejście do radzieckiego silosu atomowego w Podborsku

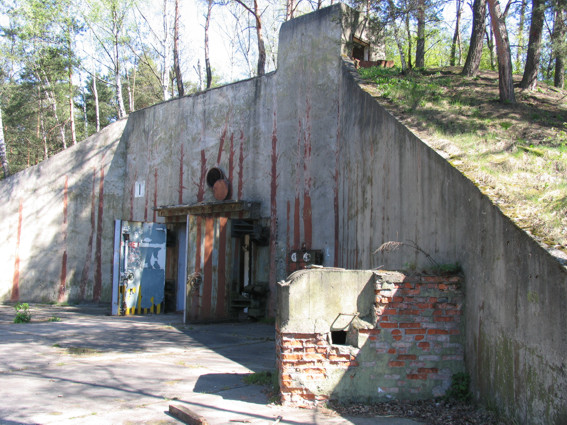
Radziecki schron atomowy w Szprotawie

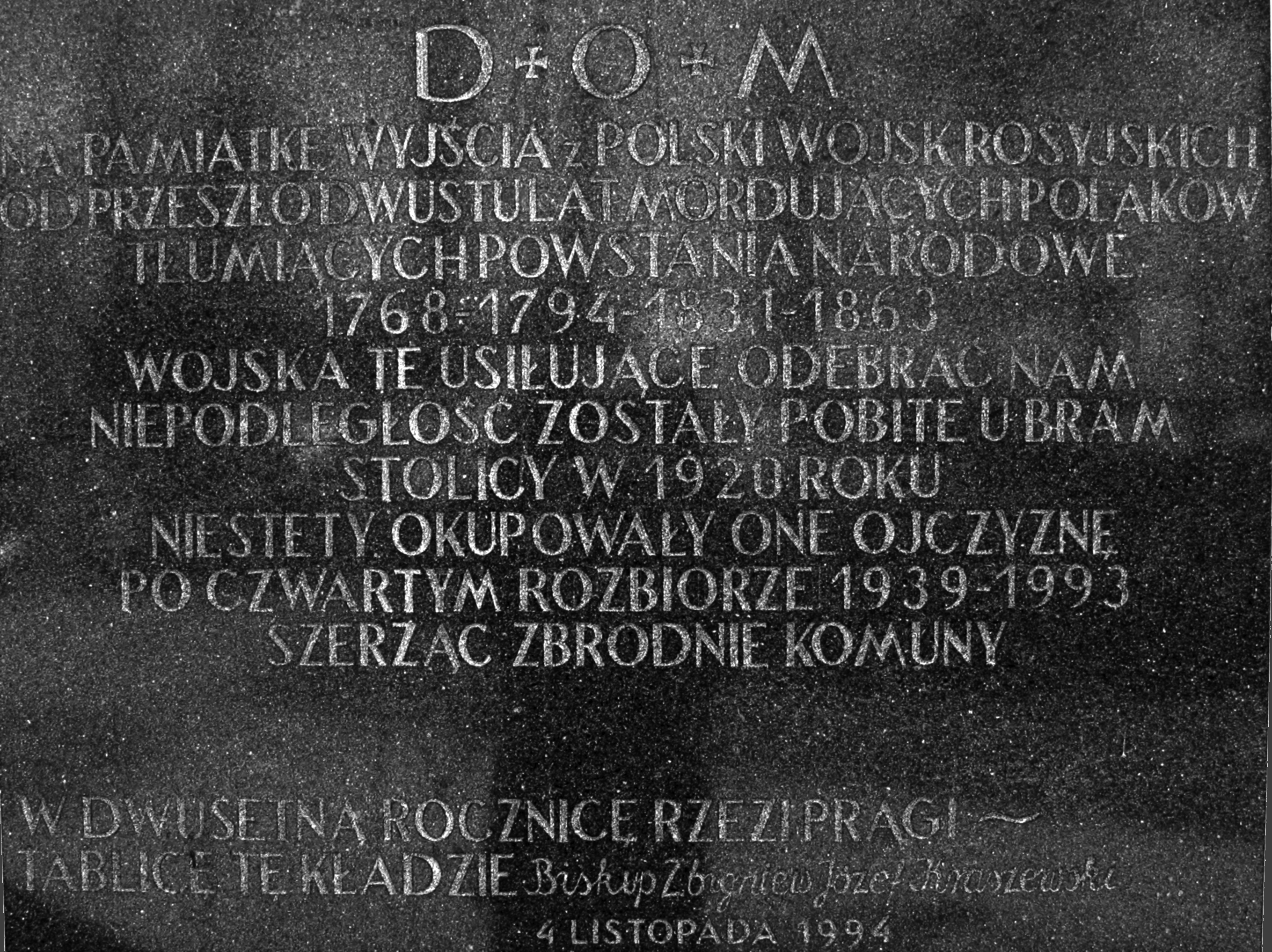
Tablica komemoratywna przy konkatedrze Matki Bożej Zwycięskiej w Warszawie upamiętniająca wyjście z Polski ostatnich oddziałów wojsk rosyjskich w 1993 roku

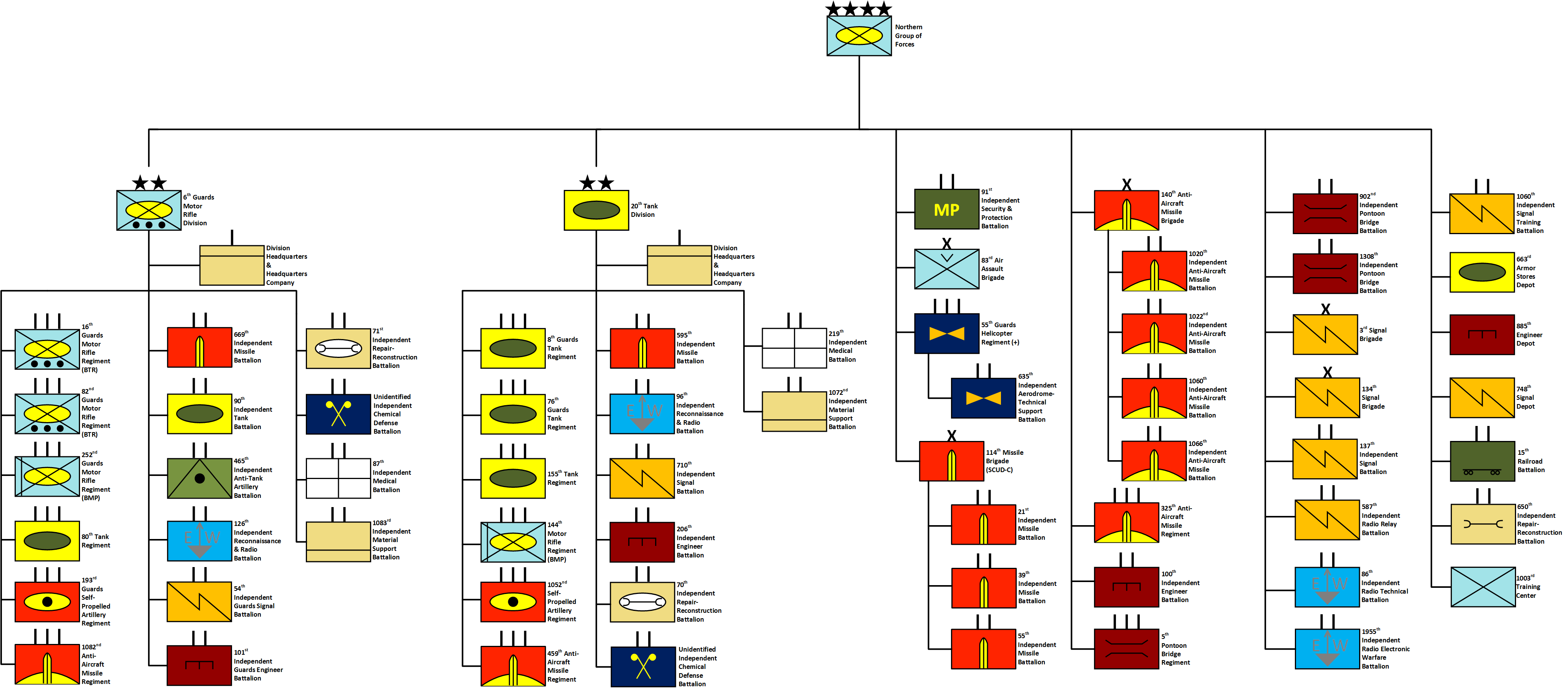
Północna Grupa Wojsk (1988)

Północna Grupa Wojsk (spotykane skróty: PGW, PGW AR, PGWAR; ros. Северная группа войск, СГВ) – związek operacyjny, skadrowana armia Armii Radzieckiej stacjonująca na terytorium Polski w latach 1945–1993.

## Historia
29 maja 1945 dyrektywami Głównej Kwatery Naczelnego Dowództwa Sił Zbrojnych ZSRR („Stawki”) dotychczasowe fronty zostały przeformowane na:
- Grupę Wojsk Okupacyjnych w Niemczech (później od 1956 wraz z włączeniem Niemieckiej Republiki Demokratycznej (NRD) do Układu Warszawskiego Grupa Wojsk Radzieckich w Niemczech, od 1989, po zmianach politycznych w Niemczech – Zachodnia Grupa Wojsk),
- Centralną Grupę Wojsk (Austria, Węgry do 1955, od 1968 Czechosłowacja),
- Południową Grupę Wojsk (Bułgaria i Rumunia do 1955, od 1956 Węgry),
- Północną Grupę Wojsk na terenie Polski.

Północna Grupa Wojsk – utworzona dyrektywą Nr 11097 z 10 czerwca 1945 formowana była na bazie jednostek 2 Frontu Białoruskiego – 43, 52 i 65 Armii oraz 4 Armii Lotniczej. Zgodnie z dyrektywą Sztab Główny Grupy dyslokowany miał być w Łodzi, czasowo w rejonie Bydgoszczy. Później sztab Główny Grupy był dyslokowany w Legnicy do 1984 i od 1990 – do czasu wycofania wojsk, tj. do 17 września 1993. W okresie 1984 – 1991 w Legnicy było dyslokowane Główne Dowództwo Wojsk Kierunku Zachodniego.
Granice PGW pokrywały się z granicami Polski, oficjalnie potwierdzonymi dopiero 2 miesiące później na konferencji w Poczdamie (lipiec – sierpień 1945), gdzie sojusznicy oficjalnie zaakceptowali powojenny ład w Europie, z wyjątkiem rejonu Szczecina, gdzie stacjonowały oddziały Grupy Wojsk Okupacyjnych w Niemczech, oraz duńskiego Bornholmu, gdzie pozostawał jeden korpus podległy PGW. Dyrektywa nakazywała przegrupowanie wojsk na 20 lipca 1945. Siedzibą dowództwa PGW została Legnica (w czasie wojny poniosła niewielkie straty i 9 lutego 1945 została zajęta z małymi zniszczeniami. Przed wojną była drugim po Wrocławiu miastem na Dolnym Śląsku, miała dużą liczbę koszar, wybudowane lotnisko, duży szpital, była też ważnym węzłem drogowym i kolejowym). W siedzibie dowództwa grupy w Legnicy znajdowało się największe skupisko wojsk radzieckich w Polsce, zajmujące ok. 1/3 miasta. Wydawano własną rosyjskojęzyczną gazetę Знамя Победы (wymowa: Znamia Pobiedy - pol. Sztandar Zwycięstwa). Przy dowództwie PGW na stałe urzędowali polscy pełnomocnicy/delegaci (faktycznie łącznicy).
W latach 1945–1947 żołnierze PGW wspólnie z saperami polskimi rozminowali 11 tys. km dróg, 2,5 tys. km linii kolejowych, 778 mostów, 102 zakłady przemysłowe i inne obiekty, brali udział w wyremontowaniu odcinków linii kolejowych Inowrocław – Poznań, Poznań – Leszno, Poznań – Oborniki Wlkp. Odbudowywali mosty we Wrocławiu, Poznaniu, Sieradzu, Kostrzynie. Pomagali w akcjach powodziowych i przeciwlodowych. W 1973 radzieccy saperzy wybudowali most na rzece Bóbr w Lesznie Górnym.
Na wypadek wybuchu wojny na bazie PGW rozwijano armię, która po uzupełnieniu miała stanowić II rzut strategiczny ZSZ Układu Warszawskiego. Obecność PGW miała też oddziaływać na życie polityczne PRL. Była instrumentem, za pomocą którego władze radzieckie mogły wywierać nacisk na władze Polski, o czym świadczył m.in. marsz jednostek PGW na Warszawę w październiku 1956, czy liczne ćwiczenia wojskowe w czasie poprzedzającym wprowadzenie stanu wojennego w 1981.
PGW uczestniczyła w ćwiczeniach Układu Warszawskiego – w 1963 w ćwiczeniu Kwadrat, w 1965 – Szturm Październikowy, w 1969 – Odra Nysa 1969, w 1970 – Braterstwo Broni, w 1976 – Tarcza. W 1968 grupa uczestniczyła w interwencji w Czechosłowacji.

## Status prawny PGW
Do 1955 status prawny wojsk radzieckich w Polsce nie był uregulowany. Istniała Delegatura Polska przy dowództwie PGW w Legnicy, lecz sprowadzała się ona do roli łącznika. Po raz pierwszy prawne aspekty pobytu PGW zostały ujęte w uchwale o utworzeniu Zjednoczonego Dowództwa Sił Zbrojnych państw-stron Układu Warszawskiego podpisanej w Warszawie 15 maja 1955. W dokumencie tym określono, że rozmieszczenie Zjednoczonych Sił Zbrojnych na obszarach państw-stron Układu dokonywane będzie odpowiednio do potrzeb obrony wzajemnej, na mocy porozumień między tymi państwami.
Realizując cele polityczno-strategiczne Układu Warszawskiego gwarantujące wówczas zabezpieczenie nowego ładu w powojennej Europie, przy położeniu geostrategicznym Polski, obydwa państwa podpisały 18 listopada 1956 w Moskwie wspólną deklarację stwierdzającą, że strony będą się konsultować w sprawach pobytu radzieckich jednostek wojskowych na terytorium Polski, a w szczególności ich liczebności i składu oraz wypracowania zasad traktujących o wzajemnym poszanowaniu równości i suwerenności.
17 grudnia 1956 podpisano w Warszawie Umowę między Rządem Polskiej Rzeczypospolitej Ludowej a Rządem Związku Socjalistycznych Republik Radzieckich o statusie prawnym wojsk radzieckich czasowo stacjonowanych w Polsce (Dz.U. z 1957 r. nr 29, poz. 127), sankcjonującą 12-letnią obecność tych wojsk i regulujący na obecny dzień i do dnia ich wycofania aspekty prawne ich pobytu. Zgodnie z treścią tej umowy zawarto później w latach 1956–1979 9 obustronnych aktów prawnych regulujących aspekty prawne czasowego stacjonowania wojsk radzieckich w Polsce. Władze polskie wydały 16 wewnętrznych aktów wykonawczych związanych z pobytem wojsk. 20 lipca 1957 został powołany pierwszy pełnomocnik rządu PRL ds. pobytu wojsk radzieckich w Polsce. Był nim gen. bryg. Leszek Krzemień.
Po 1956 zostało podpisane porozumienie międzyrządowe, które przewidywało powołanie przedsiębiorstwa handlu zagranicznego, mającego zadanie kompleksowego zaopatrzenia wojsk radzieckich. Przedsiębiorstwo – PHZ „Marko” powołano w 1958 i istniało ono jeszcze po wycofaniu wojsk z Polski.
23 października 1957 zostało podpisane Porozumienie między rządem PRL a rządem ZSRR o liczebności, rozmieszczeniu i trybie dokonywania ruchów wojsk radzieckich stacjonujących w Polsce. Porozumienie podpisali: ze strony polskiej gen. Janusz Zarzycki – wiceminister Obrony Narodowej, ze strony ZSRR marsz. Rodion Malinowski – Minister Obrony ZSRR. Porozumienie określało stan osobowy wojsk radzieckich na 62-66 tys. żołnierzy, w tym w wojskach lądowych 40 tys., w lotnictwie 17 tys. i w marynarce wojennej 7 tys. Zobowiązywało dowódcę PGW do przekazywania informacji raz na 6 miesięcy o zmianach w składzie wojsk PGW (do 1992 nie przekazano żadnej tego rodzaju informacji). Porozumienie zawierało mapę dróg, po których jednostki mogły przemieszczać się pomiędzy garnizonami i poligonami.
W 1956 została powołana i rozpoczęła pracę polsko-radziecka Komisja Mieszana. Zajęła się ona roszczeniami obywateli, którzy ponieśli uszczerbek w mieniu i na zdrowiu na skutek pobytu wojsk radzieckich w Polsce (do 1993 rozpatrzono ok. 7 tys. spraw, w tym 550 z tytułu śmierci 615 obywateli polskich – 249 żołnierze zastrzelili z broni palnej, w tym 69 na tle rabunkowym, 250 zginęło w spowodowanych przez żołnierzy wypadkach komunikacyjnych, 50 zginęło podczas działań wojennych. Imienne listy sporządzono w 1994).

## Skład jednostek PGW
W 1945 w skład PGW wchodziły:
- 1 Armia (Częstochowa, Miechów, Sosnowiec)
- 18 Armia (Częstochowa, Miechów, Sosnowiec)
- 19 Armia (Gdańsk, Gdynia)
- 43 Armia (Gdańsk–Świnoujście–Szczecinek, jeden korpus stacjonował na wyspie Bornholm)[potrzebny przypis]
- 52 Armia (Kielce–Częstochowa–Kraków)
- 60 Armia (Kępno, Oleśnica, Ostrów)
- 65 Armia (Łódź–Poznań–Wrocław)
- 96 Korpus Piechoty (Łomża–Mława–Pułtusk)
- 3 Gwardyjski Korpus Kawalerii (Lublin)
- 3 Gwardyjski Korpus Pancerny (Kraków)
- 5 Korpus Pancerny (Białystok)
- 10 Korpus Pancerny (Krotoszyn)
- 20 Korpus Pancerny (Wrocław)
- 4 Armia Lotnicza Legnica
  - 8 Korpus Lotnictwa Myśliwskiego
  - 4 Korpus Lotnictwa Szturmowego
  - 5 Korpus Lotnictwa Bombowego.

Razem PGW liczyła: siedem armii ogólnowojskowych, armię lotniczą, cztery korpusy pancerne (od lipca 1945 przekształcone w dywizje pancerne), korpus piechoty, korpus kawalerii, dziesięć dywizji artylerii – tj. około 300 tys. żołnierzy.
W 1946 PGW składała się już tylko z pięciu dywizji, w tym jednej pancernej, jednej zmechanizowanej i trzech piechoty. Od 1960 liczbę dywizji zredukowano do dwóch. Były to dwie dywizje pancerne (20.i 38.) stacjonujące w Świętoszowie i Bornem Sulinowie. W 1984 jedną z dywizji przeformowano na dywizję zmechanizowaną.
Na dzień 1 stycznia 1989 stan PGW przedstawiał się następująco (oficjalne dane radzieckie):
- stan osobowy – 59 053 żołnierzy, w tym oficerów – 11 597, chorążych – 6823, podoficerów i szeregowych – 40 633, członków rodzin – 39 995 osób,
- uzbrojenie i sprzęt: wyrzutni operacyjno-taktycznych – 20, czołgów – 673, czołgowych mostowych towarzyszących – 23, transporterów opancerzonych – 1028, dział i moździerzy – 484, środków plot – 203, samochodów 23132, samolotów – 225 w tym bojowych – 190, nosicieli broni jądrowej – 81, śmigłowców – 144, w tym bojowych – 87,
- środki bojowego i mat. tech. zabezpieczenia – 443 644 t., w tym amunicji i mat. wybuchowych – 93 901 t.

W 1990 w skład PGW wchodziły:
- Dowództwo i sztab PGW (Legnica)
  - 6 Dywizja Zmechanizowana (Borne Sulinowo)
  - 20 Dywizja Pancerna (Świętoszów)
  - 510 Szkolny Pułk Czołgów (Strachów)
  - 114 Brygada Rakiet Operacyjno-Taktycznych (Legnica)
  - 140 Brygada Rakiet Przeciwlotniczych (Trzebień)
- Dowództwo i sztab 4 Armii Lotniczej Rezerwy Naczelnego Dowództwa (Legnica)
  - 239 Baranowicka Dywizja Lotnictwa Myśliwskiego (Kluczewo k. Stargardu)
  - 149 Dywizja Lotnictwa Bombowego (Szprotawa)
  - 132 Dywizja Lotnictwa Bombowego (Czerniachowsk – ZSRR, od 12 października 1989 w składzie Wojsk Lotniczych Sił Zbrojnych ZSRR)
  - 19 Pułk Łączności (Legnica).

## Obiekty użytkowane przez PGW
W związku z zadaniami aprowizacyjnymi PGW i oficjalnym wystąpieniem przedstawicieli Grupy rząd polski zgodził się na wydzielenie Grupie 100 tys. ha gruntów dla potrzeb Armii Czerwonej. 8 października 1945 odbyło się spotkanie z marsz. K. Rokossowskim dotyczące ww. dzierżawy. Przedłożono projekt umowy odnośnie do pozostawienia PGW, przy zdawaniu majątków, 564 majątków o łącznym obszarze 112 tys. ha. Pozostawienie tego areału według oświadczeń radzieckich starczało na 6 miesięcy aprowizacji wojsk radzieckich w Polsce.
W 1958 dokonano pierwszej inwentaryzacji obiektów w zajmowanych przez Rosjan garnizonach PGW. Znajdowały się one w 77 garnizonach i zajmowały wówczas 838 kompleksów, 8 tys. ha gruntów z 4437 obiektami będącymi własnością polskiego Skarbu Państwa i 454 wybudowanymi za środki ZSRR. Strona radziecka wyremontowała od początku stacjonowania 230 obiektów. Grupa dysponowała 61,9 tys. ha poligonów i lasów. Inwentaryzacja w obiektach specjalnych była prowadzona w trybie jednostronnym przez stronę radziecką. Do 1 stycznia 1958 wojska radzieckie nie płaciły za budynki, tereny leśne i rolne, poligony, place ćwiczeń, lotniska. Na podstawie porozumienia z 18 czerwca 1958 ustalono, że czynsz dzierżawny będzie naliczany według stawek stosowanych dla Wojska Polskiego. Ponieważ remonty bieżące i kapitalne dzierżawionych obiektów miały być prowadzone przez stronę radziecką, rząd PRL zgodził się też na zmniejszenie czynszu o połowę.
Inwentaryzacja wykazała, że w tym czasie PGW stacjonowała w następujących garnizonach: Legnica, Miłogostowice, Chojna 2, Bolesławiec, Brochocin, Chocianów, Chojnów, Duninów, Jawor, Krzywa, Lubin, Raszówka, Strzegom, Trzebień, Świętoszów, Jankowa Żagańska, Nowa Sól, Przemków, Strachów, Szprotawa, Żagań, Wrocław, Brzeg, Karczmarka, Lądek-Zdrój, Oława, Świdnica, Borne Sulinowo, Białogard, Czarnowo, Krągi, Sypniewo, Szczecinek, Świnoujście, Bagicz, poligon Wicko, Rozewie, Szczecin, Chojna 1 lotnisko, Kęszyca (obecnie Kęszyca Leśna), Kluczewo, Łowicz, Stargard, Toruń, Zgorzelec, Czaple pow. Żary, Gubin, Słońsk pow. Sulęcin, Chwalęcice Górne pow. Gorzów, Wieprzyce pow. Gorzów, Skwierzyna, Ścinawa, Zaborowo pow. Leszno, Namyślin pow. Chojna, Leszno, Czerwonak pow. Poznań, Kostrzyn, Września, Konin, Chojny pow. Koło, Kutno, Błonie – Ożarów, Ożarów, Warszawa, Mińsk Maz., Komorowo k. Ostrowi Maz., Zambrów, Białystok, Sokółka, Siedlce, Międzyrzec Podlaski, Jarogniewice woj. poznańskie, Pniewy pow. Szamotuły, Wólka Dobryńska (pow. Biała Podlaska).
Aby mieć wpływ na remonty obiektów dzierżawionych, a także prawidłowe wykorzystanie czynszów dzierżawnych minister Gospodarki Komunalnej powołał w 1965 pełnomocnika ds. obiektów dzierżawionych. Pełnomocnik nie spełnił swojego zadania, gdyż w praktyce zapewniał jedynie wykonawców robót i potrzebne materiały budowlane. Jednostki 50% funduszu remontowego przeznaczały na inwestycje, za które w latach dziewięćdziesiątych domagały się należności finansowych.
W 1973 dokonano powtórnej inwentaryzacji posiadania PGW. Tak jak i pierwsza była prowadzona przez wspólne polsko-radzieckie komisje, jednak na 10–15% obiektów specjalnych polscy inwentaryzatorzy nie zostali wpuszczeni, a wykazy zostały sporządzone jednostronnie.
7 sierpnia 1975 był podpisany Protokół w sprawie trybu rozliczeń między rządem PRL i rządem ZSRR z tytułu płatności związanych z pobytem wojsk radzieckich w Polsce.
W 1989 r. infrastruktura PGW obejmowała następujące obiekty: kompleksy – 382, budynki dzierżawione – 3597, budynki i obiekty wybudowane – 3423, lotniska – 13 w tym 8 z drogami startowymi betonowymi (Kluczewo, Krzywa, Chojna, Szprotawa, Brzeg, Żagań, Bagicz, Legnica), 5 z drogami startowymi trawiastymi (Dębica, Oława, Brochocin, Namysłów, Wschowa), w tym jedno z nich w budowie – Wschowa, poligon lotniczy (Przemków Płn.) i 5 poligonów lądowych (Borne Sulinowo – 17 745 ha, Świętoszów – 15 821 ha, Trzebień – Przemkow Płd., Dobrowo, Świnoujście). Grupa zajmowała obszar 70579,6893 ha, w tym 563 ha gruntów ornych, 5 tys. ha łąk i pastwisk, 35 tys. ha nieużytków, 63 ha wód lądowych, 1500 ha innych terenów, 23 bocznice kolejowe o łącznej długości torów 64 205 m (Brzeg Lotnisko, Wrocław Zach., Wrocław Pracze, Wrocław Różanka, Oława, Krzywa, Nowa Wieś Legnicka, Legnica Cukrownia, Legnica Elewator, Raszówka, Legnica magazyn 212, Trzebień-Karczmarka, Duninów, Toruń, Żagan Stara Kopernia, Jankowa Żagańska, Szprotawa, Kęszyca Kursko, Chojna, Kluczewo, Kluczewo Warnica, Szczecinek, Borne Sulinowo, Bagicz), 11 nabrzeży portowych o długości 1785 m w tym umocnionych 1550 m, basenów portowych 118 108 m², magazynów portowych 7707 m² – wszystko w Świnoujściu.

### Garnizony Armii Radzieckiej na terytorium Polski
- Legnica
- Borne Sulinowo
- Świętoszów

## Wycofanie jednostek PGW z Polski
7 września 1990 rząd T. Mazowieckiego zwrócił się do rządu ZSRR z notą o zawarcie układu o wycofaniu wojsk radzieckich z Polski. Ówczesny I sekretarz KPZR Michaił Gorbaczow obiecał to wcześniej, lecz bez rezultatu. Władze Polski nie zgadzały się na wycofanie wojsk radzieckich z b. NRD przez polskie terytorium, bez wcześniejszego porozumienia o wycofaniu wojsk z Polski.
11 grudnia 1990 rozpoczęły się oficjalne rozmowy między rządem RP a rządem ZSRR o wycofaniu wojsk radzieckich z Polski w Moskwie. Stronie polskiej przewodniczył sekretarz stanu w MSZ prof. Jerzy Makarczuk, stronie radzieckiej Ambasador ZSRR w Warszawie Walentin Koptielcew.
Liczebność wojsk PGW w lutym 1991 wynosiła ok. 53 tys. żołnierzy, 7 tys. pracowników cywilnych, rodzin ok. 40 tys. Na jej uzbrojeniu znajdowało się: 20 wyrzutni rakiet operacyjno-taktycznych, 598 czołgów, 23 mosty towarzyszące, 952 transportery opancerzone i 390 dział i moździerzy, 202 samoloty, w tym 81 nosicieli broni jądrowej i 85 śmigłowców bojowych (dane z konferencji prasowej gen. Dubynina).
8 kwietnia 1991 rozpoczęło się oficjalne wycofywanie z Polski Północnej Grupy Wojsk Armii Radzieckiej. Z Bornego Sulinowa wyjechało transportem kolejowym 12 wyrzutni operacyjno-taktycznych z Brygady Rakiet Operacyjno-Taktycznych. Na pożegnaniu wystąpił gen. Wiktor Dubynin i oświadczył, że PGW miało na terenie Polski broń jądrową.
27 października 1991 parafowano traktat o wycofaniu Sił Zbrojnych ZSRR z terytorium Rzeczypospolitej Polskiej. Oddziały bojowe miały opuścić Polskę do 15 listopada 1992, a ostatni kontyngent miał opuścić Polskę w IV kwartale 1993. Mimo braku podpisanych traktatów międzyrządowych, wycofanie wojsk było realizowane przez stronę radziecką.
W latach 1989–1991 z terytorium Polski wycofano: 23 432 żołnierzy, 370 czołgów, 23 mosty towarzyszące czołgowe, 266 transporterów opancerzonych, 20 wyrzutni operacyjno-taktycznych, 331 dział i moździerzy, 77 środków obrony przeciwlotniczej, 10 632 samochody, 37 samolotów transportowych i 39 bojowych, śmigłowców 76 w tym bojowych 46, środków zabezpieczenia 219 873 ton, w tym amunicji i materiałów wybuchowych 55 009 ton.
W 1991 wyjechało z Polski: 69 transportów operacyjnych (transporty z uzbrojeniem) na 1956 wagonach, 982 transporty zaopatrzenia na 5224 wagonach. Transportami tymi wycofano (według danych polskich) ok. 4400 żołnierzy, 3000 pracowników i rodzin, ponad 300 czołgów, ok. 350 dział i moździerzy, 58 tys. ton środków mat.-technicznych.
Na 1 stycznia 1992 stan wojsk PGW wynosił:
- żołnierzy – 35 621,
- sprzęt bojowy: czołgów – 220, transporterów opancerzonych – 762, dział i moździerzy – 153, wyrzutni plot. – 126,
- samochodów – 12 509,
- samolotów – 188, w tym bojowych 151,
- śmigłowce – 68, w tym bojowe 41,
- zapasy materiałowe 224 571 ton, w tym amunicja i mat. wybuchowe – 38 892 tony.

W dniach 13–15 kwietnia 1992 odbyła się XV i ostatnia tura rozmów delegacji rządów RP i Federacji Rosyjskiej na temat wycofania wojsk.
22 maja 1992 rząd Jana Olszewskiego podpisał pakiet porozumień dotyczących wycofania Sił Zbrojnych Federacji Rosyjskiej z Polski:
- Układ między Rzecząpospolitą Polską (RP) a Federacją Rosyjską (FR) o wycofaniu wojsk Federacji Rosyjskiej z terytorium Polski[3].
- Protokół między rządem RP a rządem FR o uregulowaniu majątkowych, finansowych i innych spraw związanych z wycofaniem wojsk FR z terytorium Polski.
- Porozumienie między rządem RP a rządem FR o uregulowaniu spraw transportowych związanych z wycofaniem wojsk FR z terytorium Polski.
- Umowa między rządem RP a rządem FR o tranzycie przez terytorium RP wojsk FR wycofywanych z Republiki Federalnej Niemiec.

16 czerwca 1992 dowództwo PGW przekazało stronie Polskiej pierwszy harmonogram wycofania wojsk, techniki bojowej i zaopatrzenia na 1992. Do tej pory wycofanie szło zgodnie z planami własnymi strony radzieckiej.
28 października 1992 w Świnoujściu nastąpiło wycofanie ostatniej jednostki bojowej z terytorium Polski. Port opuściły ostatnie kutry 24 Brygady Kutrów Torpedowych Floty Bałtyckiej. Strona rosyjska przekazała mapę dyslokacji wojsk Federacji Rosyjskiej pozostających na terytorium Polski w 1993.
Na 1993 miało pozostać w Polsce (oficjalna informacja PGW):
- dowództwo PGW,
- Brygad Łączności 2,
- pododdziałów łączności 16,
- składów 10,
- szpitali 1,
- przedstawicielstw Służby Komunikacji Wojskowej 9,
- oddziałów lotniczych 1,
- oficerów i żołnierzy 5980,
- samochodów 1956,
- samolotów 4,
- śmigłowców 2.

29 października 1992 pełnomocnik Rady Ministrów ds. pobytu i wycofania wojsk FR gen. Zdzisław Ostrowski złożył w Urzędzie Rady Ministrów ówczesnej Prezes RM Hannie Suchockiej oficjalny meldunek o wycofaniu z Polski ostatniej jednostki bojowej Federacji Rosyjskiej.
W 1992 wycofano: 31 407 żołnierzy, 220 czołgów, 762 transportery opancerzone, 153 działa i moździerze, 126 środków obrony przeciwlotniczej, 11 013 samochodów, 184 samoloty, 66 śmigłowców, 163 315 ton środków materiałowo-technicznych, w tym 38 832 tony amunicji.
Na 1 stycznia 1993 pozostało: 4214 żołnierzy w tym 1055 oficerów, 792 chorążych i 2367 podoficerów i szeregowych, 1160 pracowników cywilnych, 4037 członków rodzin, 1496 samochodów, 4 samoloty, 2 śmigłowce, 102 inne środki techniczne, 61 256 ton środków zabezpieczenia, w tym 60 ton amunicji i materiałów wybuchowych, 1 lotnisko – Legnica. Wojska pozostawały w 19 garnizonach – Bukowiec, Kęszyca, Chocianów, Lubin, Legnica, Raszówka, Zbąszynek, Poznań, Sokołowo, Wrocław, Brzeg, Kutno, Nowosolna, Warszawa, Warszawa-Rembertów, Czarna Tarnowska, Wólka Kałuska, Siedlce, Czeremcha.
Koordynatorem wycofania Wojsk Radzieckich z Polski był, organizacyjnie podporządkowany szefowi Urzędu Rady Ministrów, pełnomocnik Rządu ds. pobytu SZ Związku Socjalistycznych Republik Radzieckich w Polsce (później SZ Federacji Rosyjskiej w Polsce) gen. bryg. Zdzisław Ostrowski.
Organem wykonawczym było Biuro Pełnomocnika Rządu Do Spraw Pobytu Wojsk Radzieckich (później Wojsk Federacji Rosyjskiej) w Polsce.
Biuro miało swoją siedzibę w Warszawie na ul. Żurawiej 2 (obecnie gmach Uniwersytetu Warszawskiego), później na ul. Litewskiej 2, a w końcowym etapie wycofania na ul. F. Chopina (obecnie siedziba sądu).
Biurem kierował płk dypl. Jerzy Lotkowski – dyrektor Biura.
Biuro miało 3 wydziały: Wydział Organizacyjno-operacyjny, Wydział Kwaterunkowo-budowlany, Wydział Prawno-odszkodowawczy i Sekretariat pełnomocnika Rządu z obsługą.
Wydziałami kierowali:
- Organizacyjno-operacyjnym: płk dypl. Stefan Gołębiowski (do października 1991), później płk mgr inż. Hieronim Cichoń,
- Kwaterunkowo-budowlanym: płk dypl. inż. Sławomir Goździk,
- Prawno-Odszkodowawczym: płk mgr Franciszek Gilas

W sprawie przejęcia mienia na rzecz Ministerstwa Obrony Narodowej oraz tranzytu wojsk rosyjskich działał Pełnomocnik Ministerstwa Obrony Narodowej ds. wycofania i tranzytu wojsk Federacji Rosyjskiej. W składzie komórki MON współpracowali z Biurem Pełnomocnika Rządu oficerowie: gen. dyw. Stanisław Fryń (1990-91) oraz gen. bryg. Włodzimierz Kwaczeniuk (1991-94).
Na podstawie aktów międzyrządowych normujących wycofanie wojsk podpisano w 1992 i 1993 nw. dokumenty:
- Porozumienie między Sztabem Generalnym WP i Sztabem Generalnym SZ FR w sprawie przelotów wojskowych statków powietrznych SZ FR w polskiej przestrzeni powietrznej z dnia 29 lipca 1992.
- Porozumienie między Sztabem Generalnym WP i Sztabem Generalnym SZ FR w sprawie działalności samodzielnego oddziału lotniczego wojsk FR w RP z dnia 20 listopada 1992.
- Protokół dotyczący otwarcia i działalności przejścia granicznego na lotnisku Legnica będącym w użytkowaniu wojsk FR z dnia 5 stycznia 1993.
- 9 grudnia 1992 dokonano uzgodnień między ministrem Spraw Zagranicznych RP a zastępcą szefa Sztabu Generalnego SZ FR w sprawie składania zamówień na przeloty tranzytowe wojskowych statków powietrznych wojsk FR. 30 stycznia 1993 zostało zlikwidowane ostatnie niekontrolowane przejście graniczne na lotnisku w Legnicy.
- Umowa w sprawie utworzenia i działalności Misji Wojskowej FR ds. tranzytu wojsk FR wycofywanych przez terytorium RP z RFN.

Wiosną 1993 z resztek Północnej Grupy Wojsk została utworzona Grupa Operacyjna Ministerstwa Obrony Federacji Rosyjskiej w Rzeczypospolitej Polskiej.
Ostatnia, opuszczająca stałe miejsce dyslokacji, była jednostka łączności z Rembertowa i sztab Północnej Grupy Wojsk. Trzy Przedstawicielstwa Komunikacji Wojskowej SZ FR 17 września 1993 przeszły na Misje Wojskowe FR. Wycofanie PGW z Polski zakończono 17 września 1993. 17 września w Belwederze ówczesny prezydent RP Lech Wałęsa przyjął i pożegnał grupę generałów, oficerów, żołnierzy i pracowników cywilnych PGW opuszczających terytorium Polski. 18 września 1993 o godz. 5:35 pociąg relacji Legnica – Brześć wyruszył z dworca Warszawa Wschodnia z grupą 24 żołnierzy, aby o godz. 9:20 przekroczyć granicę Polski w Terespolu.
W Polsce pozostała 30 osobowa Misja Wojskowa FR nadzorująca tranzyt Zachodniej Grupy Wojsk (dawniej zwaną Grupą Wojsk Radzieckich w Niemczech) z terytorium RFN. Misja miała swoje siedziby w: Warszawie, Zbąszynku i Czeremsze. Misję rozwiązano w 1994 r.

### Terminy wycofania Północnej Grupy Wojsk, w rozbiciu na ówczesne województwa
- gorzowskie: Wędrzyn – 20.08.1992, Kęszyca – 12.05.1993, Bukowiec – 18.05.1993,
- jeleniogórskie: Bolesławiec – 28.06.1991, Strachów – 12.08.1992, Świętoszów – 15.07.1992, Trzebień – 18.12.1992, Rudawica – 21.08.1992,
- koszalińskie: Bagicz – 28.05.1992, Białogard – 24.06.1992, Borne Sulinowo – 21.10.1992, Szczecinek – 27.10.1992, Dębica – 19.04.1991,
- legnickie: Brochocin – 6.06.1992, Krzywa – 21.08.1992, Karczmarka 6.09.1993, Legnica – 15.09.1993, Przemków – 13.08.1992, Chocianów – 28.04.1993, Duninów – 14.10.1992, Jawor – 17.08.1991, Lubin – 15.06.1993, Miłogostowice – 2.11.1992, Raszowka – 31.08.1993, Zimna Woda – 13.08.1992, Wilkocin – 29.07.1992,
- leszczyńskie: Wschowa – 25.08.1992,
- opolskie: Brzeg – 17.03.1993, Namysłów – 15.05.1991,
- pilskie: Sypniewo – 26.05.1992, Nadarzyce – 15.08.1991,
- poznańskie: Września – 20.05.1993, Sokołowo – 20.05.1993, Poznań – 21.07.1993,
- skierniewickie: Łowicz – 4.10.1991,
- szczecińskie: Burzykowo – 13.10.1992, Chojna – 7.07.1992, Kluczewo – 13.10.1992, Słotnica – 13.10.1992, Świnoujście – 22.12.1992, Szczecin – 26.06.1991, Śniatowo – 18.04.1991,
- toruńskie: Toruń – 30.08.1991,
- wałbrzyskie: Lądek Zdrój – 18.09.1991, Strzegom – 1.08.1991, Świdnica – 21.11.1991,
- wrocławskie: Wrocław – 16.06.1993, Oława – 15.10.1992,
- warszawskie: Warszawa – 17.09.1993, pozostała Misja Wojskowa, Rembertów – 27.08.1993,
- zielonogórskie: Szprotawa – 16.09.1991, Żagań – 30.07.1992, Jankowa Żagańska – 6.11.1991, Nowa Sól – 14.03.1991, Zbąszynek – 17.09.1993 pozostała misja Wojskowa.
- siedleckie: Siedlce – 6.08.1993, Wólka Kałuska – 22.06.1993,
- płockie: Kutno – 4.08.1993,
- białostockie: Czeremcha – 17.09.1993 pozostała Misja Wojskowa,
- tarnowskie; Czarna Tarnowska 16.04.1993,
- częstochowskie: Lubliniec – 11.02.1992,
- łódzkie: Nowosolna – 26.03.1993,
- poligony: Świętoszów – 21.08.1992, Trzebień Przemków Płd. – 1.09.1992, Przemków Płn. – 1.09.1992, Borne Sulinowo – 21.08.1992, Dobrowo – 10.06.1992, Świnoujście – 22.12.1992.

## Broń jądrowa w Polsce
Oprócz broni konwencjonalnej PGW AR posiadała na terytorium Polski składy z amunicją nuklearną, w postaci głowic do rakiet i bomb lotniczych.
Trzy składy: w Templewie koło Trzemeszna (przy drodze Trzemeszno – Wielowieś), Podborsku koło Białogardu, w Brzeźnicy koło Bornego Sulinowa zawierały ładunki przewidziane do przekazania wytypowanym pododdziałom Wojska Polskiego na wypadek wojny z państwami zachodnimi. W tych składach było łącznie 178 ładunków o różnej mocy i przeznaczeniu. Na terenie lotnisk w Bagiczu, Szprotawie, Chojnie i prawdopodobnie w innych miejscach (Pstrąże-Strachów, pomiędzy Trzebieniem a Świętoszowem; w części wojskowej zachowały się charakterystyczne schrony) znajdowały się kolejne składy amunicji specjalnej na potrzeby samej PGW. Szacunkowa liczba ładunków jądrowych jest oceniana na około 300 szt. Oficjalne władze radzieckie i PRL zaprzeczały jej istnieniu na terytorium kraju, a tajemnica była utrzymywana jeszcze przez wiele lat po wycofaniu wojsk rosyjskich z Polski.
Broń jądrowa została wycofana z terytorium Polski jeszcze przed rozpoczęciem procesu wycofywania Armii Radzieckiej.

## Dowódcy PGW
- marsz. Konstanty Rokossowski VI 1945 – X 1949
- gen. płk Kuźma Trubnikow, X 1949 – VIII 1950
- gen. por. Aleksiej Radzijewski, IX 1950 – VII 1952
- gen. por. Michaił Konstantinow, VII 1952 – VI 1955
- gen. armii Kuźma Galicki, VI 1955 – II 1958
- gen. płk Gieorgij Chietagurow, II 1958 – III 1963
- gen. płk Siergiej Mariachin, III 1963 – VI 1964
- gen. por. Aleksandr Rudakow, VI 1964 – X 1964
- gen. płk Gleb Bakłanow, X 1964 – VI 1967
- gen. armii Iwan Szkadow, VI 1967 – XI 1968
- gen. płk Magamied Tankajew, XII 1968 – V 1973
- gen. płk Iwan Gierasimow, VI 1973 – VII 1975
- gen. płk Oleg Kuliszew, VII 1975 – I 1978
- gen. płk Jurij Zarudin, II 1978 – VIII 1984:
- gen. płk Aleksandr Kowtunow, VIII 1984 – II 1987:
- gen. płk Iwan Korbutow, II 1987 – VI 1989:
- gen. płk Wiktor Dubynin, VII 1989 – VI 1992:
- gen. płk Leonid Kowalow, VI 1992 – IX 1993:

Pełnomocnik Rady Ministrów RP:
- płk Antoni Alster – czerwiec 1945 – 1946:

Delegaci Komitetu Ekonomicznego Rady Ministrów
- płk Julian Tokarski, grudzień 1946 – lipiec 1947
- płk Wojciech Wilkoński, lipiec 1947 – maj 1949
- płk Teodor Kusznierek, maj 1949 – 1952
- płk Jan Kogut, 1952 – 1957

Pełnomocnicy Rządu Polskiej Rzeczypospolitej Ludowej (Rzeczypospolitej Polskiej) ds. pobytu wojsk radzieckich (Federacji Rosyjskiej) w Polsce:
- gen. bryg. Leszek Krzemień (właśc. Maks Wolf), kwiecień 1957 – kwiecień 1968
- gen. dyw. Czesław Jan Czubryt-Borkowski, kwiecień 1968 – listopad 1972
- gen. dyw. Józef Stebelski, listopad 1972 – marzec 1977
- gen. dyw. Michał Stryga, kwiecień 1977 – 1986
- gen. dyw. Zbigniew Ohanowicz, 1986 – grudzień 1988
- gen. bryg. Mieczysław Dębicki, styczeń 1989 – październik 1990
- gen. bryg. Zdzisław Ostrowski, październik 1990 – luty 1995